# 源定房
源 定房（みなもと の さだふさ）は、平安時代後期の公卿・歌人・能書家。村上源氏顕房流、権中納言・源雅兼の四男。母は源能俊の娘。源雅定の猶子。官位は正二位・大納言。堀川大納言と号す。

## 経歴
従兄にあたる右大臣・源雅定の猶子となる。侍従、右近少将、讃岐権介、備中権介、春宮権介、蔵人頭などを歴任し、保元2年（1157年）参議になり翌年従三位になった。
その後、美作権守に任ぜられ、仁安3年（1168）に大納言・正二位に進む。また後白河院庁別当にもなる。文治4年（1188年）6月に病により出家し、翌月に薨去。享年59。
一説には、赤松氏は定房の子孫の系統とされる。

## 官歴[2]
※日付は旧暦。
- 保延3年
  - 1月5日：従五位下無品禎子内親王[3]御給
- 康治2年
  - 1月6日：従五位上
- 康治3年
  - 1月24日：任侍従
- 久安4年
  - 7月17日：正五位下皇后宮[4]御給、法性寺行事賞
  - 11月13日：任右近衛権少将
- 久安5年
  - 3月18日：任讃岐権介
  - 4月15日：轉左近衛権少将可勤賀茂祭使之処有假服事遷之
- 久安6年
  - 1月6日：従四位下左少将労
- 仁平1年
  - 7月24日：轉右近衛少将
- 仁平2年
  - 1月3日：従四位上行幸院賞、女院[5]御給
- 仁平4年
  - 11月23日：兼備中権介
- 久寿2年
  - 1月6日：正四位下美福門院御給
  - 9月23日：兼春宮権亮
- 保元1年
  - 9月17日：轉左近衛権中将
  - 11月28日：補蔵人頭兼中将
- 保元2年
  - 10月27日：任参議左中将、春宮権亮如元[6]
- 保元3年
  - 1月27日：兼美作権守
  - 8月17日：止春宮権亮依二条天皇践祚也
  - 12月17日：従三位御即位叙位、坊官[7]賞
- 平治1年
  - 4月2日：解官依朔日無故不参也[8]
- 平治2年/永暦1年[9]
  - 1月21日：更任参議、同日左中将
  - 8月11日：任権中納言
- 永暦2年/応保1年
  - 1月25日：正三位下名次、臨時
- 応保2年
  - 5月27日：服解養父雅定薨
  - 9月13日：復任
- 長寛2年
  - 8月15日：帶劍
  - 11月25日：兼中宮権大夫[10]
- 長寛3年/永万1年
  - 1月23日：従二位関白[11]坊官讓、超藤原公保、藤原光忠、藤原隆季等
- 永万2年/仁安1年
  - 6月6日：任左衛門督[12]
  - 7月15日：任権大納言中宮権大夫如元
  - 10月15日或いは11月14日：正二位臨時
- 仁安3年
  - 8月10日或いは8月11日：轉大納言兼中宮権大夫
- 承安2年
  - 2月10日：改中宮権大夫為皇后宮権大夫[13]依中宮為皇后宮故也[14]
- 承安3年
  - 3月13日：為神宮上卿[15]代右大臣九条兼実[16]
  - 8月15日：止大夫依皇后宮崩也
- 承安4年
  - 2月17日：辞神宮上卿大略依所労[17]
- 文治4年
  - 6月19日：依病出家飲水之上腫物所労
  - 7月17日：薨

## 系譜
- 父：源雅兼
- 母：大納言源能俊の娘
- 猶父：源雅定
- 生母不明の子女
  - 男子：源定忠
  - 男子：源雅行
  - 女子：藤原経宗室
  - 女子：藤原定輔室
  - 女子：平親国室
  - 女子：藤原定経室